# Pies Dinki
Pies Dinki (ang. Dinky Dog) – serial animowany z 1978 roku produkcji Hanna-Barbera. Serial liczy 16 odcinków. Każdy odcinek obejmuje dwie historie opowiadające o przygodach psa Dinkiego.

## Obsada (głosy)
- Frank Welker jako Pies Dinki

## Wersja polska
W Polsce serial był emitowany w 1998 roku w Telewizji Regionalnej.

## Spis odcinków
| Nr | Oryginalny tytuł                                  | Polski tytuł                       |
| -- | ------------------------------------------------- | ---------------------------------- |
| 1  | "To Boo or Not to Boo / Dinky, Ahoy"              |                                    |
| 2  | "Dinky at the Circus / Dinky's Nose For News"     |                                    |
| 3  | "Camp Kookiehaha / Foggy Doggy"                   |                                    |
| 4  | "Dinky the Movie Star / Attic Antics"             |                                    |
| 5  | "Heap Cheap Motel / Bark in the Park"             |                                    |
| 6  | "Flabby Arms Farm / The Bow-Wow Blues Band"       |                                    |
| 7  | "Easel Does It / Dinky at the Bat"                |                                    |
| 8  | "Phi Beta Dink / Abominable Dinky"                |                                    |
| 9  | "Dinky and the Caveman / Rinky Dinky"             |                                    |
| 10 | "Bad Luck Bow-Wow / A Hair of the Dog"            | Pożegnanie Hau Hau / Psia sierść   |
| 11 | "Sir Dinky Dog / First Prize Pooch"               | Rycerski Dinki / Psu na budę       |
| 12 | "Department Store Dinky / A Hop and a Dink"       | / Dinki i kangur                   |
| 13 | "Castaway Canine / Gondola, But Not Forgotten"    |                                    |
| 14 | "Like It or Lamp It / Lochness Mess"              | / Poszukiwanie potwora z Loch Ness |
| 15 | "There's No Place Like Home / Buckingham Bow Wow" | Dinky w lesie /                    |
| 16 | "Rockhead Hound / Tree's a Crowd"                 |                                    |